# Dia Internacional da Tolerância Zero à Mutilação Genital Feminina
Dia Internacional da Tolerância Zero à Mutilação Genital Feminina (MGF), instituído pela Organização das Nações Unidas é celebrado no dia 6 de Fevereiro e tem como objectivo erradicar esta prática.

## História
Esta data foi implementada no dia 20 de Dezembro de 2012, pela Assembleia Geral das Nações Unidas que através da Resolução 67/146, na qual pede que todos os Estados membros, a sociedade civil e todas as parte interessadas celebrem este dia adoptando políticas e acções que promovam o fim da Mutilação Genital Feminina (MGF).
Foi com este objectivo em mente que em 2008, a UNICEF (Fundo de Emergência Internacional das Nações Unidas para a Infância) e o UNFPA (Fundo de População das Nações Unidas) criaram o Programa de Eliminação da MGF que gerem em conjunto e através do qual trabalham com organizações locais e outras partes interessadas em mais de 10 países.

## Objectivos
Com a implementação desta data, a ONU tem objectivo levar a que os Estados membros e a sociedade civil intensifiquem as campanhas de sensibilização e que adoptem medidas concretas contra a mutilação genital feminina (MGF).
A prática da MGF é internacionalmente reconhecida como uma violação dos direitos humanos de mulheres e meninas e engloba todos os procedimentos que alteram ou danificam os órgãos genitais femininos por razões religiosas, crenças e não por razões relacionadas com a saúde das mulheres.

## Ligações Externas
- ONU | Resolução 67/146 da Assembleia Geral da Organização das Nações Unidas
- UNFPA | International Day of Zero Tolerance for Female Genital Mutilation (2022)
- Público | P3: Somaya foi vítima de mutilação genital. Este é o seu grito de revolta